# 海部郡 (豐後國)
海部郡（日语：／ Amabe gun */?）是過去位于日本大分縣南部的一個郡；已於1878年7月22日被分割為北海部郡和南海部郡兩郡。
過去的轄區包含現在的津久見市、佐伯市、大分市的部分地區和臼杵市的部分地區。

## 歷史
根據豐後國風土記，海部郡被認為成立於740年，當時為豐後國八郡之一。由於當時認為有大量漁民居住於此，因此命名為「海部」。
依據和名類聚抄，在承平年間（931年至938年）時，海部郡下轄有佐加鄉、穗門鄉、佐井鄉、丹生鄉、日田鄉、在田鄉、夜開鄉、曰理鄉、叉連鄉、石井鄉。但現在的考察發現，實際上僅有佐加鄉、穗門鄉、佐井鄉、丹生鄉是屬於海部郡，其餘地區則是屬於日田郡。佐加鄉、佐井鄉位於現在的大分市東部，丹生鄉的範圍包括現在的大分市東部以及臼杵市，穗門鄉的範圍最為廣大，包括了現在的臼杵市、津久見市和佐伯市。